# Paulinstraße (Trier)
Die Paulinstraße ist eine Straße in Trier in den Stadtteilen Mitte und Nord. Die Straße verläuft vom Porta-Nigra-Platz bis zum Hauptfriedhof, wo sie in die Herzogenbuscher Straße übergeht.

## Geschichte
Schon seit der Römerzeit ist die Straße eine der wichtigsten Ausfallstraßen der Stadt. In der Römerzeit befand sie sich außerhalb der Stadt. Parallel lagen die nördlichen Grabfelder. Mitte des 19. Jahrhunderts wurde die Straße im Zuge der Stadterweiterung beim Abriss der alten Stadtmauer Teil der Kernstadt von Trier.
Die Straße ist nach dem Trierer Bischof Paulinus benannt, der in der gleichnamigen Kirche von Balthasar Neumann, an der die Straße vorbeiführt, begraben wurde. Im Mittelalter hieß die Straße vicus longus (lange Gaß).

## Gebäude
In der Straße ist nur die Villa Laeis (s. u.) als Kulturdenkmal eingestuft. Einige im Nachhinein als denkmalwert eingeschätzte Gebäude wurden im 20. Jahrhundert abgerissen.
An der Straße befand sich auch das Kloster der Franziskanerinnen, in dem sich seit 1976 ein Altenheim befindet.
Der Straße zugewandt ist die Ostfassade des 1968 eröffneten Hotels Mercure (bis 2004 Dorint Porta Nigra), dessen Eingang am Porta-Nigra-Platz liegt. An seiner Stelle stand bis 1967 das 1898 im Stil des Historismus errichtete „Hotel Porta Nigra“.

### Villa Laeis

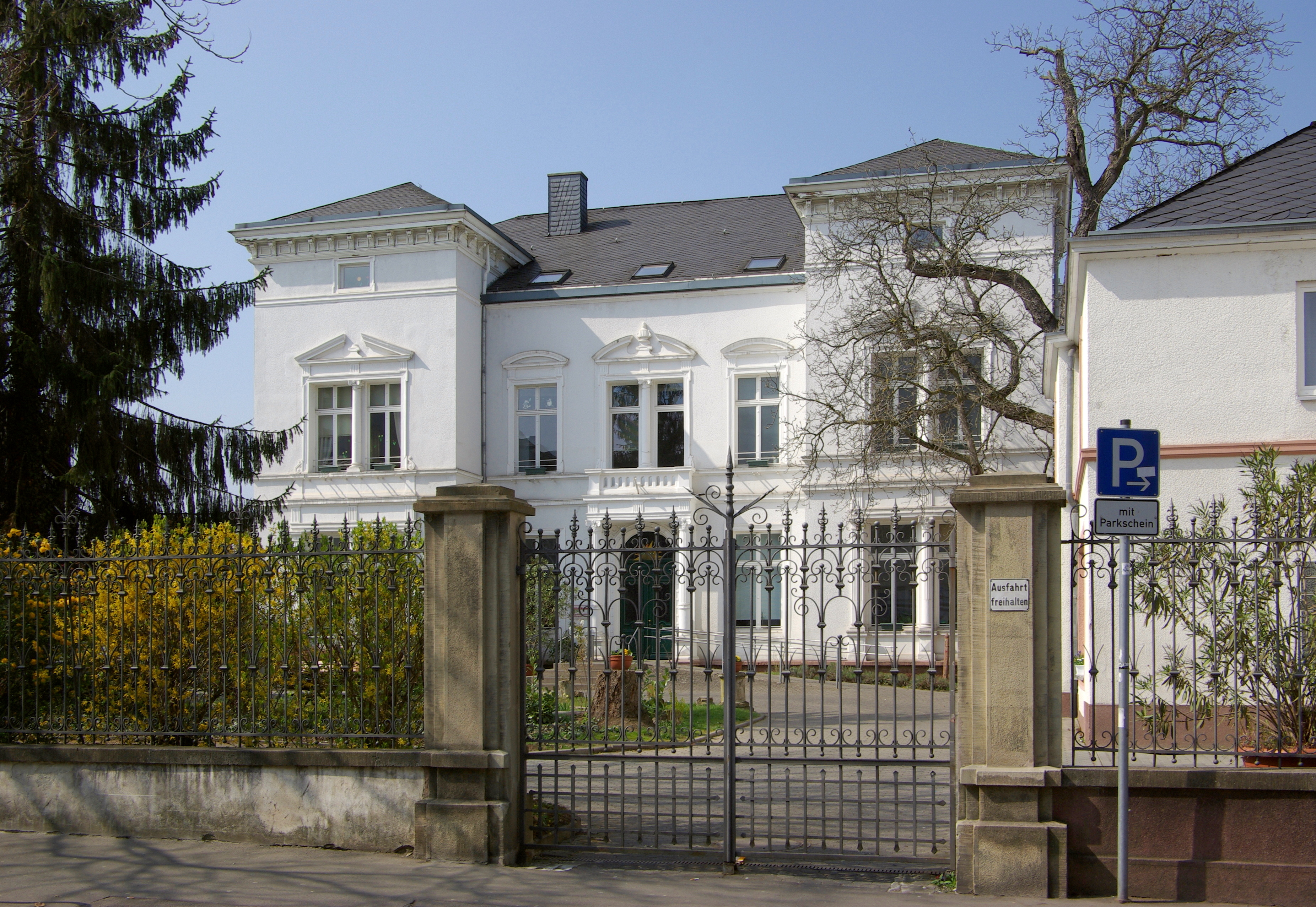
Villa Laeis

Von den noch erhaltenen Gebäuden ist vor allem die Villa Laeis hervorzuheben, ein repräsentativer, kubischer Neorenaissancebau mit flachen Walmdächern sowie zwei Nebengebäuden. Es ist die Villa des Gründers der „Eisengießerei und Maschinenfabrik Laeis“ an der Ostallee: Eduard Laeis. Er ließ sie 1874 für sich und seine Frau Julie geb. Keller auf dem freien Grundstück am Anfang der Paulinstraße im Stil italienischer Villen der Frührenaissance errichten. Der Vorplatz zur Straße hin wird von zwei schmalen, zweigeschossigen Bauten eingefasst, die ursprünglich Wirtschaftsräume und Bedienstetenräume aufnahmen. Der Hof wird zur Straße hin durch ein hohes, gusseisernes Gitter befriedet. Die Villa ist eine der wenigen erhaltenen Villen dieser Art in Trier-Nord. Sie spiegelt den Rang und den Repräsentationswillen des Bauherrn, einer der führenden Industriellen der Gründerzeit in Trier wider.

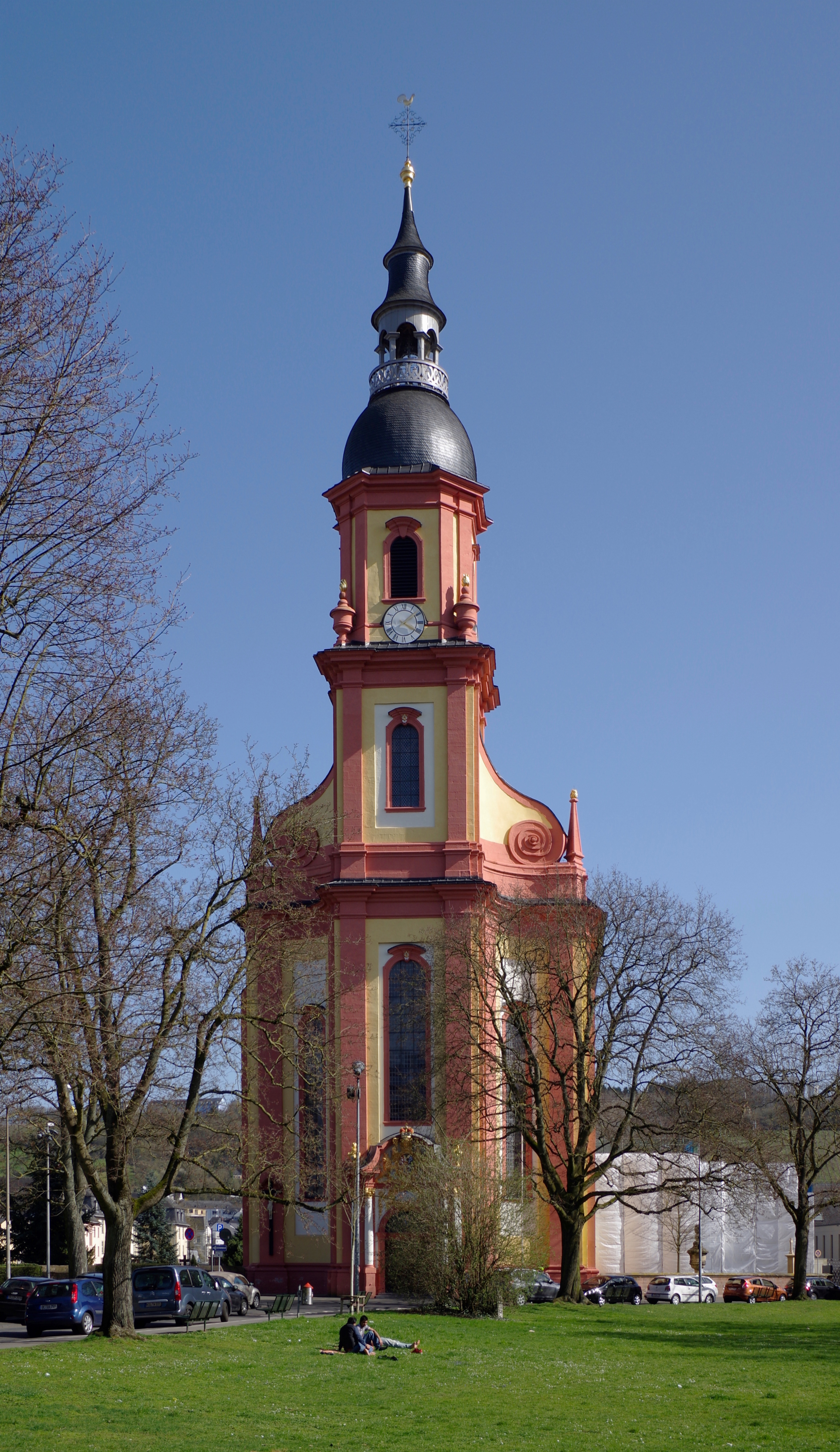
St. Paulin
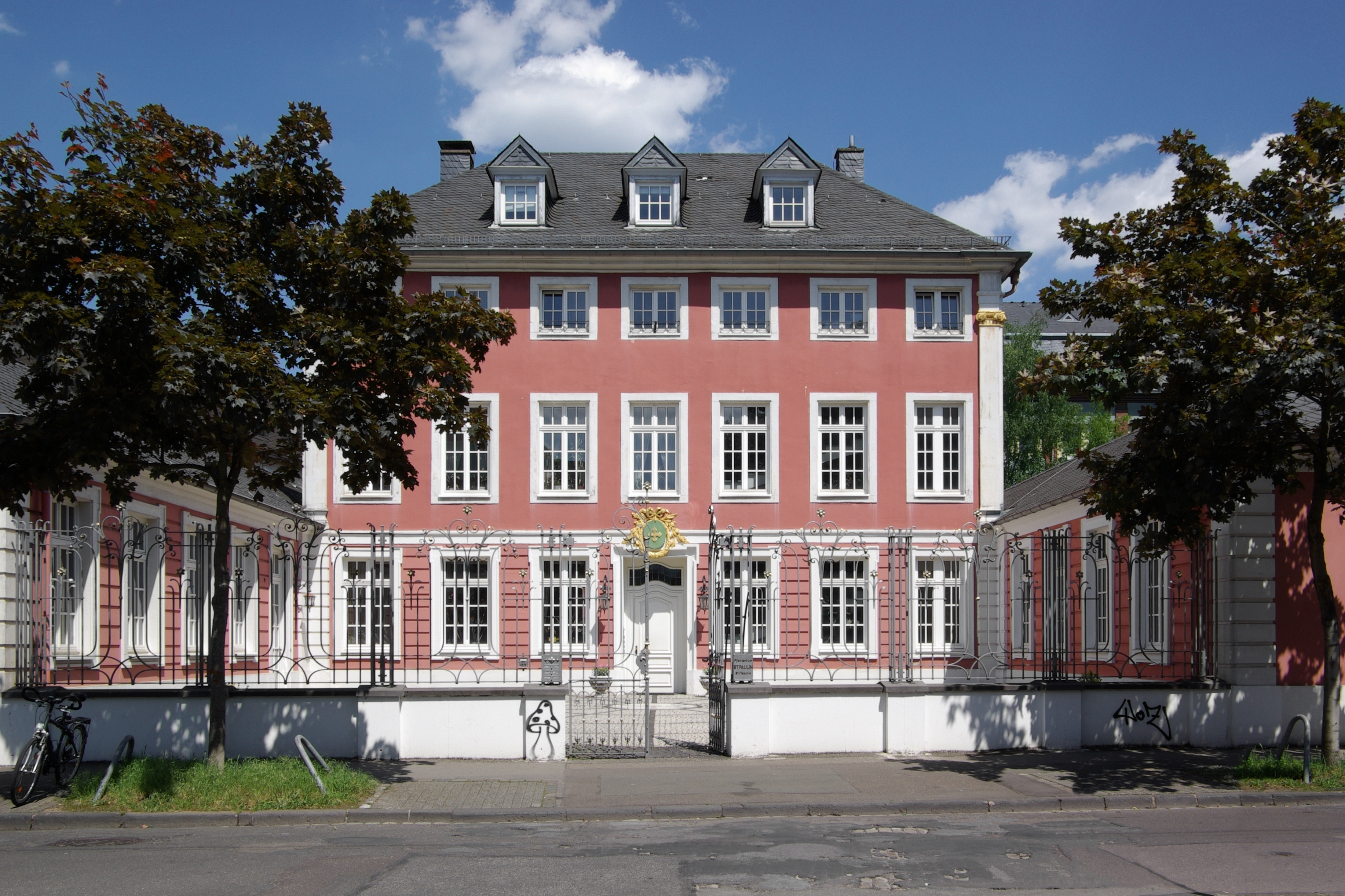
Kurie des Stifts St. Paulin (Balthasar-Neumann-Straße 4)
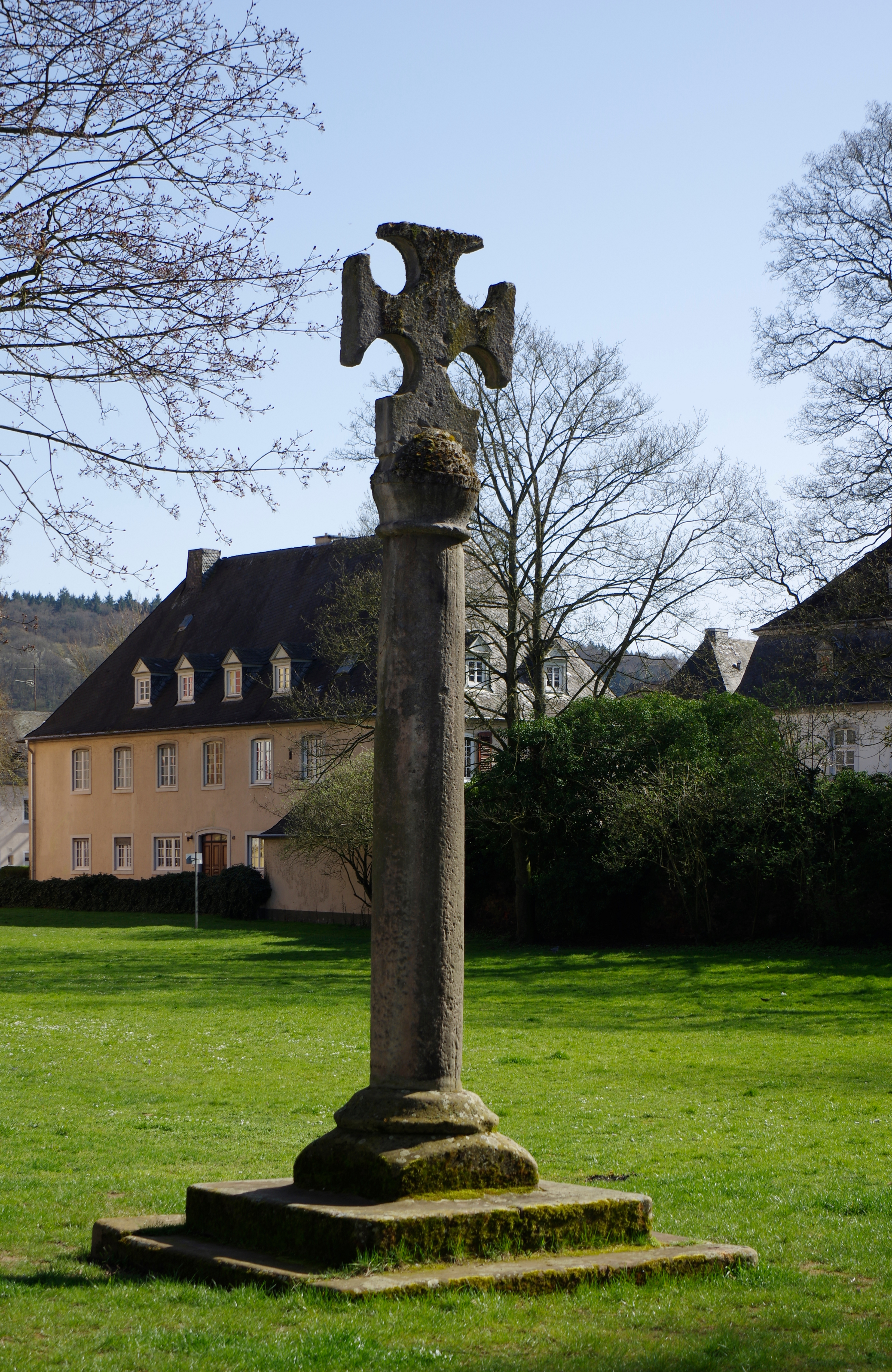
Kreuz Balthasar-Neumann-Straße

### St. Paulin mit Balthasar-Neumann-Straße
Die namensgebende, barocke, weithin sichtbare Kirche steht nicht unmittelbar an der Straße. Sie ist aber an der Einmündung der Balthasar-Neumann-Straße sichtbar. Der Abschnitt der Balthasar-Neumann-Straße ist hier als direkte Flucht auf das Kirchengebäude und als Allee angelegt. Im restlichen Verlauf der Straße stehen einige prachtvolle Gebäude, unter anderem die ehemalige Kurie des Stifts St. Paulin.
Auf der Wiese an der Paulinskirche steht auf einer etwa drei Meter hohen Sandsteinsäule ein gleichschenkliges Kreuz aus Kalkstein – gelegentlich als Pauliner Säulenkreuz bezeichnet –, das wahrscheinlich um 1088 aufgestellt wurde. Seine Bedeutung ist ungewiss. Wegen der Ähnlichkeit mit dem Kreuz auf dem Hauptmarkt wird unter anderem angenommen, es sei ein Marktkreuz gewesen, zumal bis Mitte des 19. Jahrhunderts der Markt für Fassdauben vor der Kirche abgehalten wurde. Volkstümlich wird es Märtyrerkreuz genannt und als Gedenkzeichen für die Trierer Märtyrer verstanden, denen auch das Deckengemälde über dem Mittelschiff der Kirche gewidmet ist.

## Wirtschaft
Die Straße ist eine der wichtigen Geschäftsstraßen von Trier mit mehr als 60 Geschäften und Restaurants, unter anderem eine in einem Hinterhof befindliche Aldi-Filiale sowie das Kino Broadway Filmpalast.